# دانشگاه بحر الغزال
دانشگاه بحر الغزال (به لاتین: University of Bahr El-Ghazal) یک دانشگاه در سودان جنوبی است که در Wau واقع شده‌است.